# Molossus coibensis
Espèce
Statut de conservation UICN

 LC  : Préoccupation mineure
Répartition géographique
Synonymes
- Molossus barnesi Thomas, 1905[1]

Molossus coibensis, qui a pour nom commun Molosse de Coiba, est une espèce sud-américaine de chauves-souris de la famille des Molossidae.

## Description
Molossus coibensis a une longueur de la tête et du corps entre 52 et 64 mm, une longueur de l'avant-bras entre 33 et 37 mm, la longueur de la queue entre 28 et 37 mm, la longueur du pied entre 9 et 11 mm, la longueur des oreilles entre 13 et 15 mm et un poids jusqu'à 16 g. Elle est la plus petite espèce de son genre.
La fourrure est courte et veloutée, avec des poils plus longs sur la croupe. Les parties dorsales sont noires ou brun foncé avec une base de poils blanche, tandis que les parties ventrales sont brunes. Le museau est noir, court, tronqué et surélevé. Les oreilles sont noires, courtes, larges et réunies antérieurement à la base, à partir desquelles une crête cutanée s'étend jusqu'aux narines. Le tragus est petit, droit et pointu, caché derrière l'antitragus qui est large et semi-circulaire. Les membranes alaires sont noirâtres et attachées en arrière sur les chevilles. La queue est longue, trapue et s'étend de la moitié au-delà de la membrane interfémorale. Une poche gulaire est bien développée chez les mâles et rudimentaire chez les femelles.

## Répartition
Molossus coibensis est présente dans l'État mexicain du Chiapas, à travers les côtes occidentales du Guatemala, du Honduras, d'El Salvador, du Nicaragua et du Costa Rica jusqu'au Panama et en Colombie, en Équateur, au Venezuela, au Guyana, en Guyane, au centre-est du Pérou et dans les États brésiliens du Mato Grosso, Amazonas, Bahia, Minas Gerais, Maranhão, São Paulo, Mato Grosso do Sul et Pará.
Elle vit dans les forêts sèches de feuillus et dans les milieux ouverts jusqu'à 1 300 m d'altitude.

## Taxonomie
Les individus originaires de Guyane anciennement affectées à M. barnesi furent transférés vers ce taxon,.

## Comportement

### Alimentation
Molossus coibensis est insectivore.

### Prédation
Molossus coibensis a pour prédateurs les serpents Boa constrictor et Phrynonax poecilonotus qui sont présents dans leurs grottes.